# Omar Epps

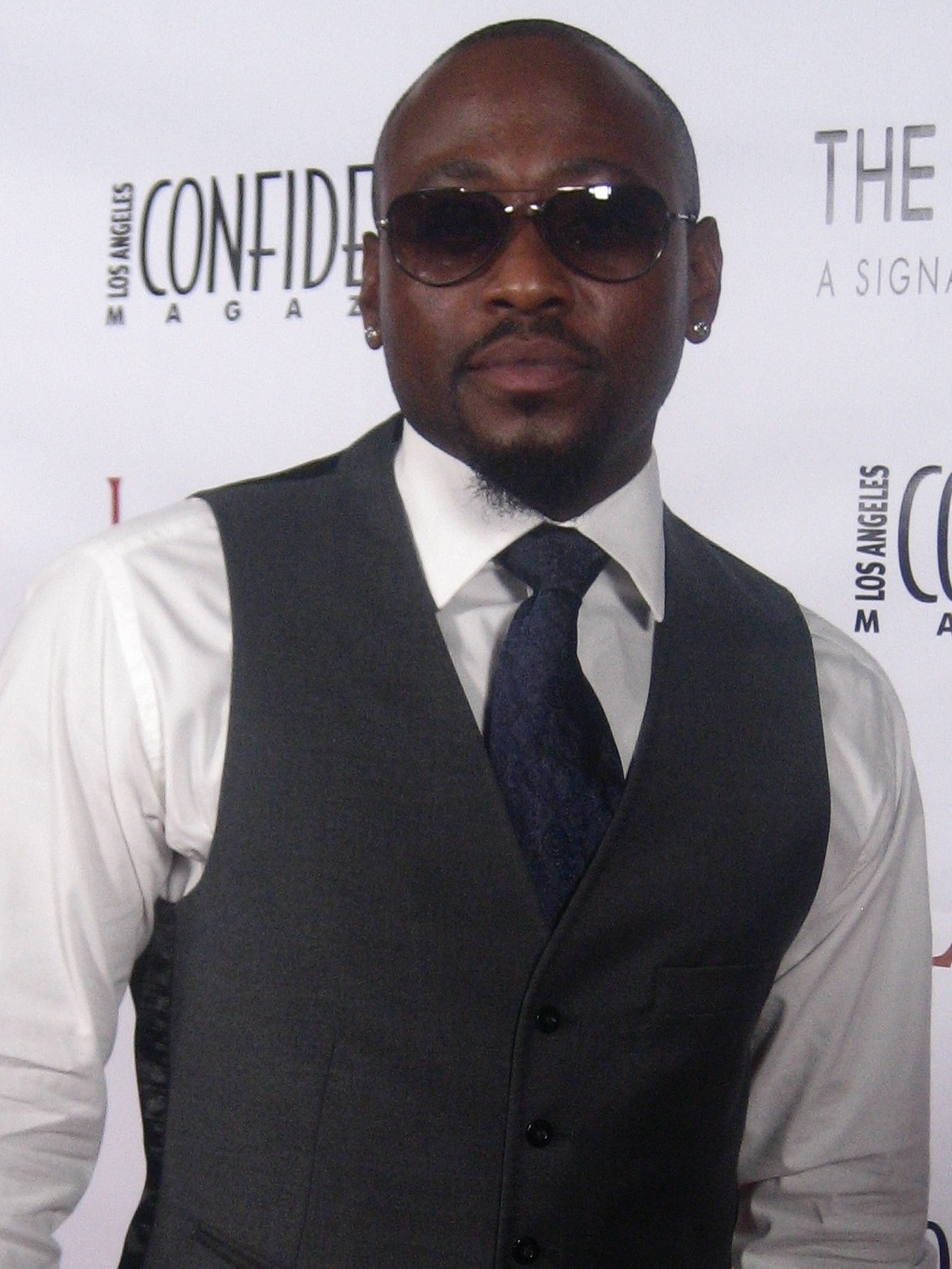
Omar Epps (2008)

Omar Hashim Epps (* 20. Juli 1973 in Brooklyn, New York City, New York) ist ein US-amerikanischer Schauspieler und Musiker. Bekanntheit erlangte er durch seine Rolle des Dr. Eric Foreman in der Serie Dr. House.

## Leben
Epps’ Mutter ist Lehrerin an einer Grundschule, er hat eine Schwester. Epps besuchte die Fiorello H. LaGuardia High School of Music and Art und die New York High School for the Performing Arts. Seit 2004 ist er mit Keisha Spivey verheiratet.
Epps war als wiederkehrender Nebendarsteller in der dritten Staffel (1996–1997) der erfolgreichen und langläufigen Fernsehserie Emergency Room zu sehen. Für den TV-Spielfilm Deadly Voyage erhielt er 1997 den Silver Nymph-Award des Festival de Télévision de Monte-Carlo. Von 2004 bis 2012 besetzte er als Dr. Eric Foreman in der Fox-Serie Dr. House eine Hauptrolle, für die er mehrfach für den Image Award nominiert wurde und den er zweimal gewann. Von 2016 bis 2018 spielte Epps den Secret Service Agenten Isaac Johnson in der Serie Shooter.
2018 wurde er in die Academy of Motion Picture Arts and Sciences berufen, die jährlich die Oscars vergibt.

## Filmografie (Auswahl)
- 1989: The Green Flash (Kurzfilm)
- 1992: Juice – City-War (Juice)
- 1993: The Challenge – Die Herausforderung (The Program)
- 1993: Das Kainsmal des Todes (Daybreak, Fernsehfilm)
- 1994: Die Indianer von Cleveland II (Major League II)
- 1995: Higher Learning – Die Rebellen (Higher Learning)
- 1996: Deadly Voyage – Treibgut des Todes (Deadly Voyage)
- 1996: Hip Hop Hood – Im Viertel ist die Hölle los (Don’t Be a Menace to South Central While Drinking Your Juice in the Hood)
- 1996–1997: Emergency Room – Die Notaufnahme (ER, Fernsehserie, 10 Folgen)
- 1997: Das Camp – Nur die Stärksten kommen durch (First Time Felon)
- 1997: Blossoms and Veils
- 1997: Scream 2
- 1999: The Wood
- 1999: Mod Squad – Cops auf Zeit (The Mod Squad)
- 1999: Breakfast of Champions – Frühstück für Helden (Breakfast of Champions)
- 1999: Undercover In Too Deep (In Too Deep)
- 2000: Shaft – Noch Fragen? (Shaft)
- 2000: Brother
- 2000: Love & Basketball
- 2000: Wes Craven präsentiert Dracula (Wes Craven Presents Dracula 2000)
- 2001: Perfume
- 2002: Jede Menge Ärger (Big Trouble)
- 2003: Conviction
- 2004: Die Promoterin (Against the Ropes)
- 2004: Alfie
- 2004–2012: Dr. House (House, M.D., Fernsehserie, 170 Folgen)
- 2009: A Day in the Life
- 2014–2015: Resurrection (Fernsehserie, 21 Folgen)
- 2016–2018: Shooter (Fernsehserie, 31 Folgen)
- 2018: Traffik
- 2019: Trick – Dein letztes Halloween (Trick)
- 2019: 3022
- 2020: Fatal Affair
- 2021: Power Book III: Raising Kanan (Fernsehserie)
- 2024: The Deliverance